# Osorkon l'ancien
Pour les articles homonymes, voir Osorkon.
Osorkon l'Ancien est un souverain peu connu de la XXIe dynastie de l'Égypte antique. Manéthon l’appelle Osochôr et lui compte six ans de règne, vers 981 à 975 avant l'ère commune. Son nom est typiquement d'origine libyenne et il préfigure la période libyenne de la XXIIe dynastie.

## Mise en évidence
Son existence fut mise en doute par la plupart des égyptologues jusqu'à ce qu'Eric Young établisse en 1963 que la mention, dans les annales des prêtres de Karnak, d'un prêtre nommé Nespanéferhor, datée du 20e jour du 1er mois de la saison Chémou de l'an 2 d'un roi Âakhéperrê Sétepenrê, se rapportait à ce roi Osorkon inconnu. Cette hypothèse ne fut pas pleinement acceptée par tous les égyptologues à cette époque. Cependant dans un article (1976-1977), Jean Yoyotte nota qu'un roi libyen nommé Osorkon était le fils de Sheshonq, grand chef libyen Méchouech et de Dame Méhytemousekhet, celle-ci étant explicitement intitulée « Reine-Mère » (mwt-nswt ) dans certaines généalogies. Étant donné qu'aucun des autres rois nommés Osorkon n'eut une mère nommée Méhytemousekhet, il a été établi de façon concluante qu'Âakhéperrê Sétepenrê Osorkon était bien l'Osochôr de Manéthon, idée qui est maintenant généralement retenue.

## Généalogie
Osorkon est le fils du « grand chef des Mâ » Sheshonq et de la « Reine-Mère » Méhytemousekhet. Il est également le frère de Nimlot, également « grand chef des Mâ », et donc l'oncle du fondateur de la XXIIe dynastie Sheshonq Ier.
Frédéric Payraudeau note dans son ouvrage qu'il a une épouse nommée Tashâkhéper.
En 1999, Chris Bennett a soutenu qu'une reine Karimala connue par une inscription dans le temple de Semna était sa fille. Elle est appelée à la fois « fille du roi » et « épouse du roi ». Son nom suggère qu'elle était peut-être d'origine libyenne. Étant donné la date de l'inscription (un an XIV), elle aurait pu être la reine du roi Siamon ou du roi Psousennès II. Bennett préfère un mariage avec Siamon, car dans ce cas, elle aurait pu prendre la place du vice-roi de Koush, Neskhons, en tant que figure de proue religieuse en Nubie après la mort de ce dernier en l'an V du roi Siamon.

## Règne
Peu de choses sont connues de son règne : des reliefs du temple d'Hesat à Atfieh montre le roi faisant des offrandes aux dieux. La plus haute date connue est l'an II de l'inscription du prêtre nommé Nespanéferhor au temple de Karnak même si Manéthon lui compte 6 ans de règne.